# Monique Chaumette
Monique Chaumette (Parijs, 4 april 1927) is een Franse actrice en comédienne.
Zij begon haar loopbaan aan het in Villeurbanne gelegen Théâtre National Populaire, toentertijd geleid door Jean Vilar. Hier ontmoette zij de acteur Philippe Noiret waarmee zij in 1962 in het huwelijk trad.
Chaumette speelde in tal van theaterstukken en tv- en bioscoopfilms, onder meer in de geruchtmakende film "La Grande Bouffe" uit 1973 waarin zij naast haar echtgenoot optrad.

## Filmografie (selectie)
- 2016: Alone in Berlin
- 1987: Masques
- 1982: Les Fantômes du chapelier
- 1977: La Dentellière
- 1973: La Grande Bouffe
- 1970: L'Aveu
- 1966: Un homme de trop